# Tom Clancy’s Ghost Recon Wildlands
Tom Clancy’s Ghost Recon Wildlands – trzecioosobowa strzelanka taktyczna osadzona w otwartym świecie, dziesiąta część serii Tom Clancy’s Ghost Recon. Gra została zapowiedziana podczas targów elektronicznej rozrywki E3 2015. Na E3 2016 ogłoszono, że gra będzie miała swoją premierę 7 marca 2017 roku na platformach Microsoft Windows, PlayStation 4 i Xbox One. Za produkcję gry odpowiada studio Ubisoft Paris, a za wydanie firma Ubisoft.

## Fabuła
Akcja gry Tom Clancy’s Ghost Recon Wildlands rozgrywa się w Boliwii, gdzie działa meksykański kartel narkotykowy Santa Blanca. Kartel sterroryzował znaczną część miejscowej ludności i skorumpował rządzących krajem polityków. Rząd Stanów Zjednoczonych decyduje się wysłać tytułową jednostkę specjalną Ghost Recon, aby uwolnić Boliwię spod władzy przywódców kartelu.

## Rozgrywka
Tom Clancy’s Ghost Recon Wildlands to trzecioosobowa strzelanka taktyczna, która w przeciwieństwie do poprzednich części serii, jest osadzona w otwartym świecie. Gracz wciela się w członka jednostki specjalnej Ghost Recon. Postać gracza może przemieszczać się po terenach Boliwii pieszo, lub przy pomocy pojazdów lądowych, powietrznych i wodnych. Na tereny Boliwii składają się głównie góry, lasy równikowe i sawanna. W grze oprócz największego i najpotężniejszego kartelu Santa Blanca istnieją także inne zwalczające się wzajemnie frakcje. Gra zawiera zarówno główny wątek fabularnym, jak i zadania poboczne. Misje można rozgrywać samotnie – wtedy innymi członkami Ghost Recon steruje sztuczna inteligencja – lub przez internet wraz z innymi graczami. 10 października 2017 wprowadzono nowy tryb rozgrywki wieloosobowej – PvP Ghost War.

## Odbiór gry
Produkcja spotkała się z mieszanymi reakcjami recenzentów, uzyskując w wersji na konsolę PlayStation 4 według agregatora Metacritic średnią z ocen wynoszącą 70/100 punktów oraz 71,50% według serwisu GameRankings.

## Kontrowersje
Gra budziła kontrowersje jeszcze przed oficjalną premierą. Minister Spraw Wewnętrznych Boliwii, Carlos Romero, wysłał notę dyplomatyczną do ambasadora Francji o interwencję w sprawie Ghost Recon. Według niego Boliwia została ukazana w grze w krzywdzący sposób. Firma Ubisoft odniosła się do tych zarzutów argumentując, że gra jest obrazem fikcji, a Boliwia została wybrana jako sceneria wyłącznie za „piękne krajobrazy i bogatą kulturę”.